# Sugar Environment
Sugar è un desktop environment libero progettato per l'apprendimento interattivo dei bambini. Originariamente sviluppato quale parte integrante del progetto One Laptop Per Child (OLPC),  dal 2008 è mantenuto dalla Sugar Labs , uno spin-off no-profit di OLPC nato a maggio 2008.
Sugar era l'interfaccia predefinita sui computer portatili OLPC XO-1. OLPC XO-1.5 e successivi che offrivano, quale alternativa anche l'ambiente desktop Gnome. Sugar è disponibile come Live CD, come Live USB e come pacchetto installabile tramite diverse distribuzioni Linux.
A differenza della maggior parte degli altri ambienti desktop, Sugar non utilizza il paradigma "desktop", "cartella" e "finestra". Le attività vengono sempre avviate a schermo intero in modo che l'utente possa concentrarsi su un solo programma alla volta. Sugar implementa un diario (sugar journal) che salva in modo automatico la sessione del programma in esecuzione consentendo all'utente di recuperare i propri lavori in base alla data, all'attività utilizzata o il tipo di file usato.
È scritto in Python ed è distribuito sotto licenza GNU General Public License.

## Distribuzioni che supportano Sugar DE
- ALT Linux
- Debian[4]
- Fedora[5]
- Gentoo Linux[6]
- Magalhães
- Mandriva
- Trisquel GNU/Linux[7]
- Raspbian
- Skolelinux[8]
- Ubuntu[9]

Nel 2005 il pacchetto è stato rimosso dalla versione stabile di Debian (Debian 8 jessie) per problemi di collaborazione con i rilasci di Sugar Labs. Il pacchetto Debian rimane per la versione instabile (sid) e di testing (stretch).

## Sugarizer
Sugarizer è un'applicazione basata su HTML e JavaScript che consente di utilizzare le funzionalità di Sugar su qualsiasi dispositivo. È disponibile sia come applicazione web che come app mobile. Offre un'interfaccia utente simile a Sugare mettendo a disposizione le funzionalità di Sugar Core (datastore e journal) e molte delle attività di Sugar.

## Screenshots

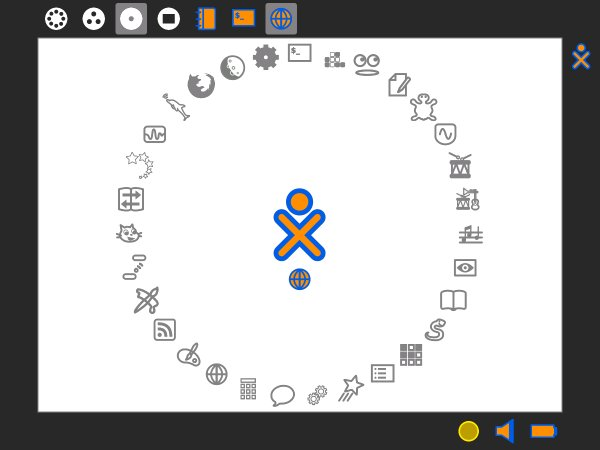
Sugar Home
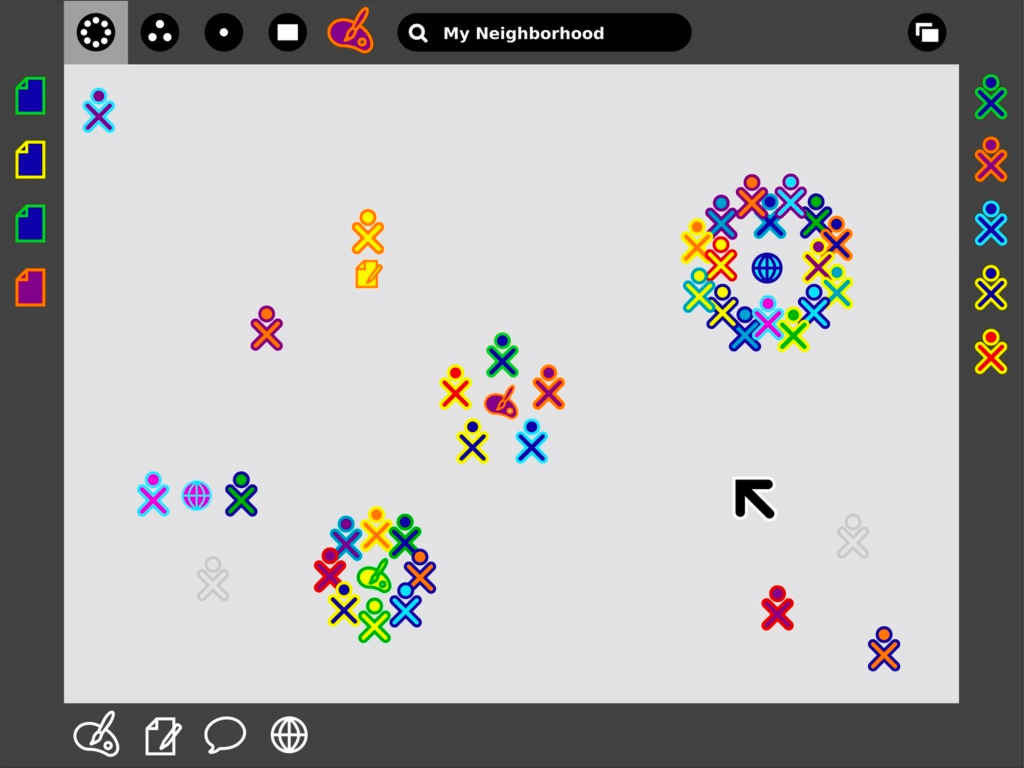
Vicinato
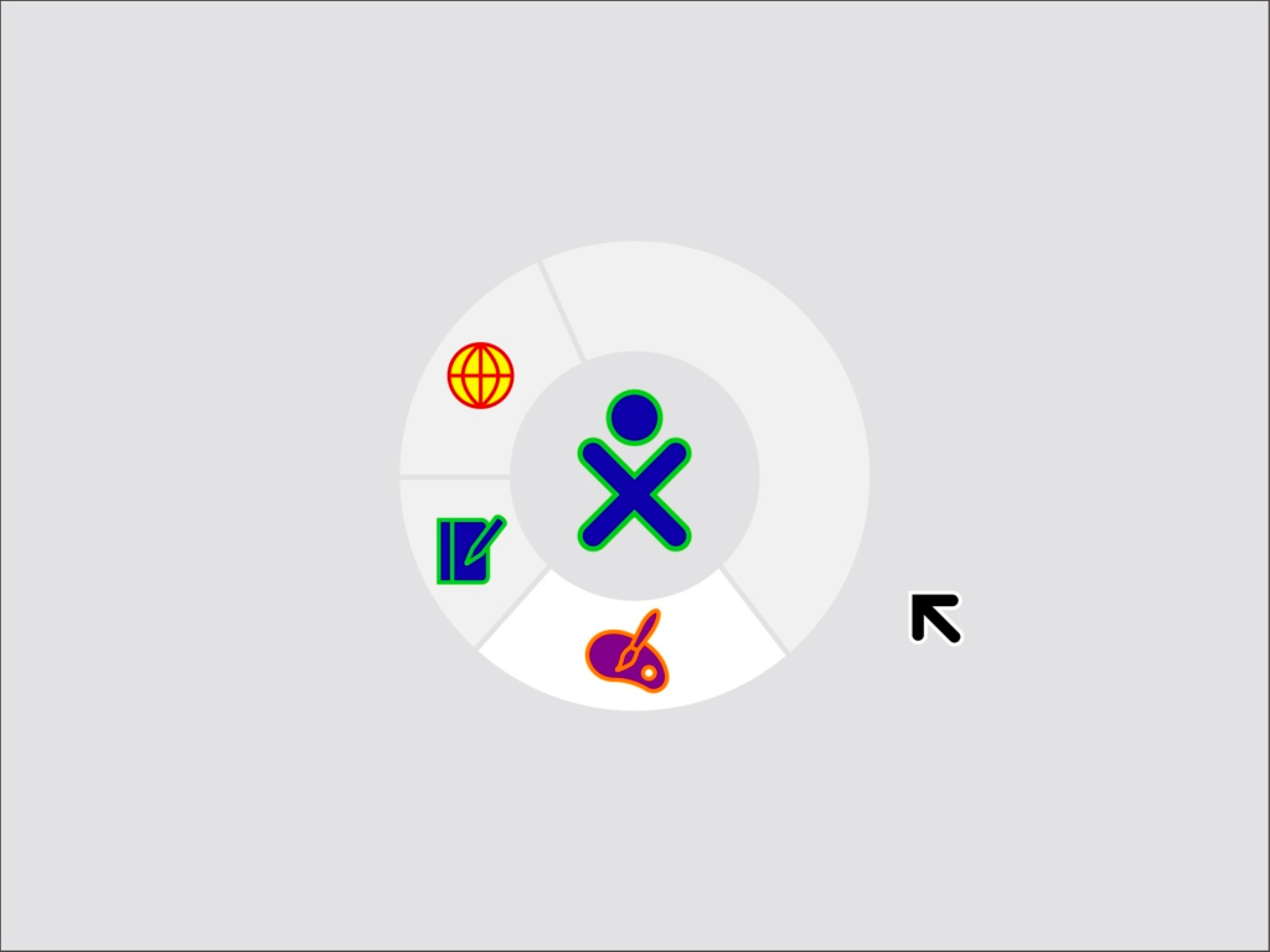
Sugar Home pre-0.82 releases
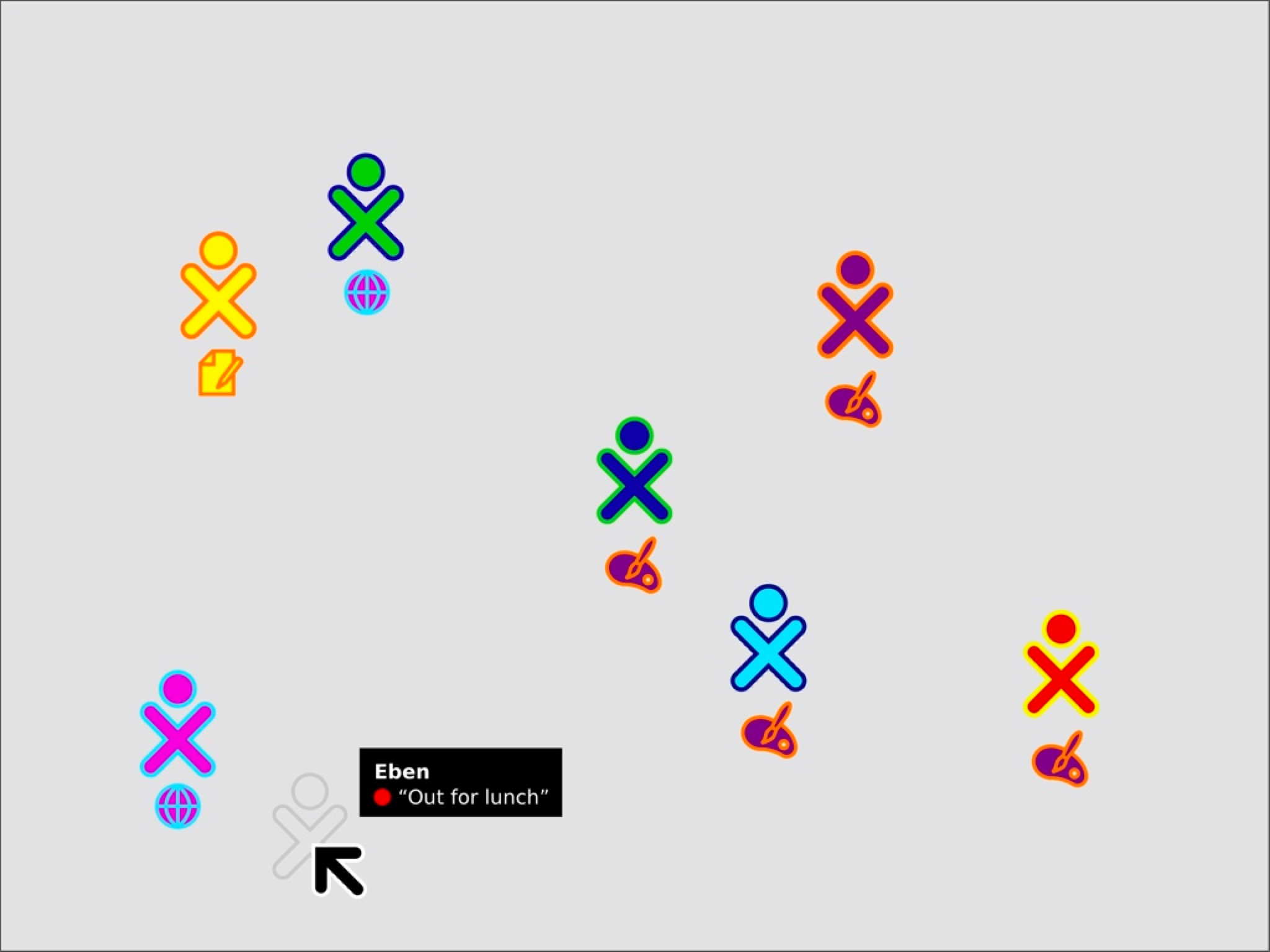
Vista "Amici" Sugar
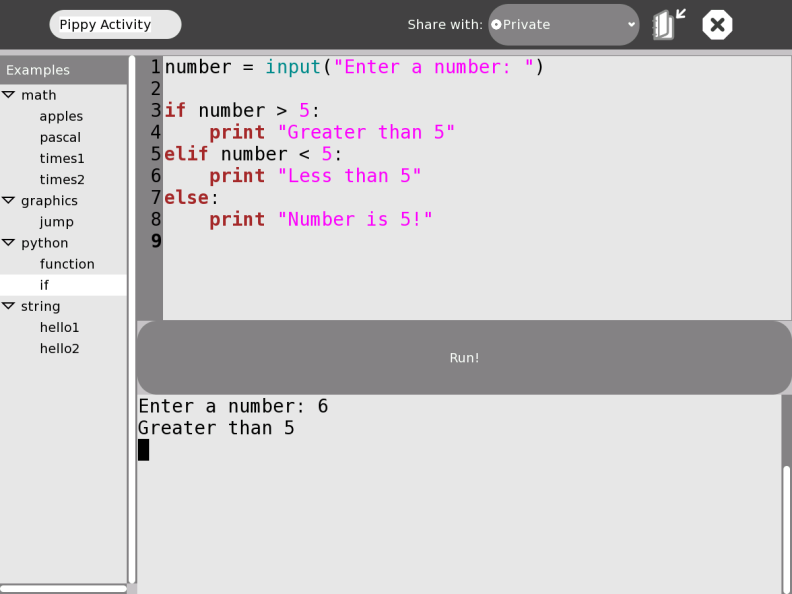
Vista attività Sugar Pippy
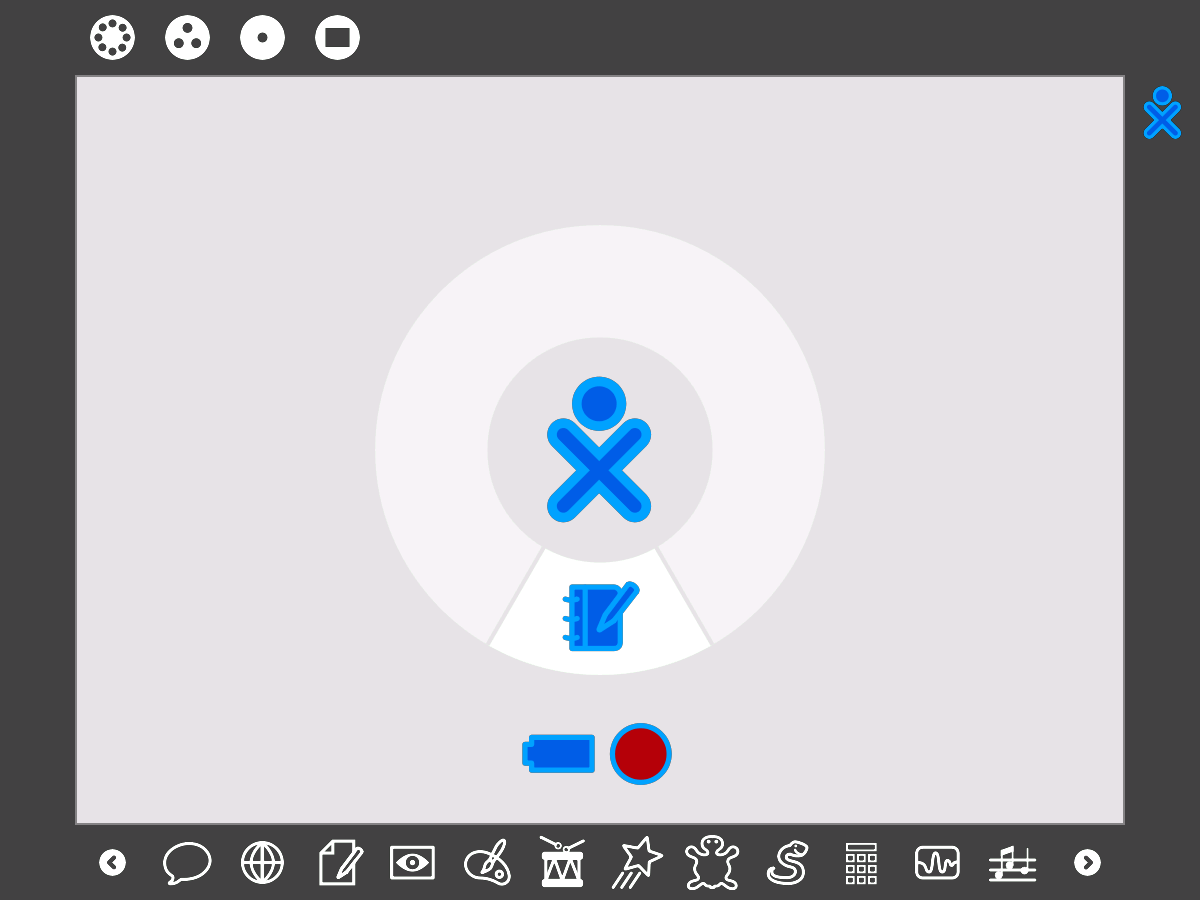
Sugar Home con frame pre-0.82 releases
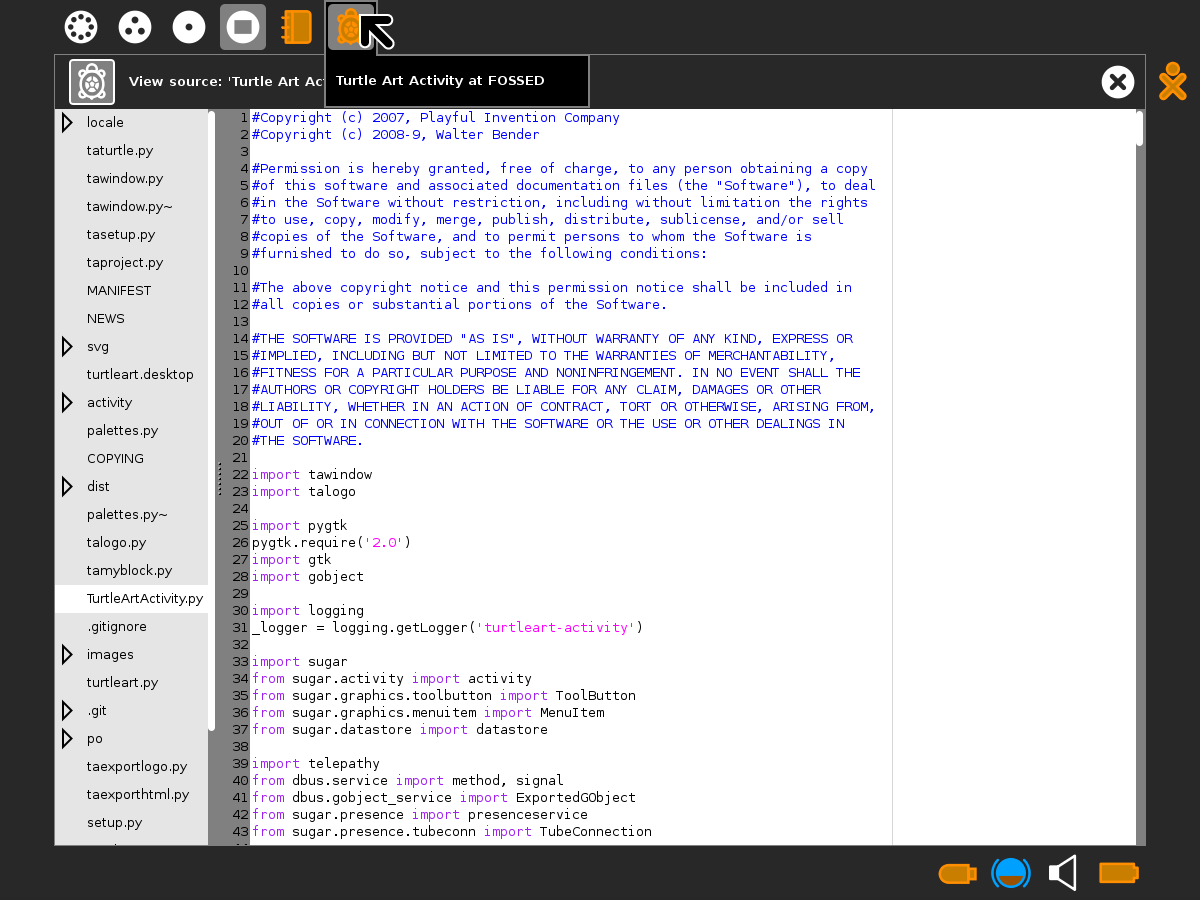
Vista sorgente Sugar
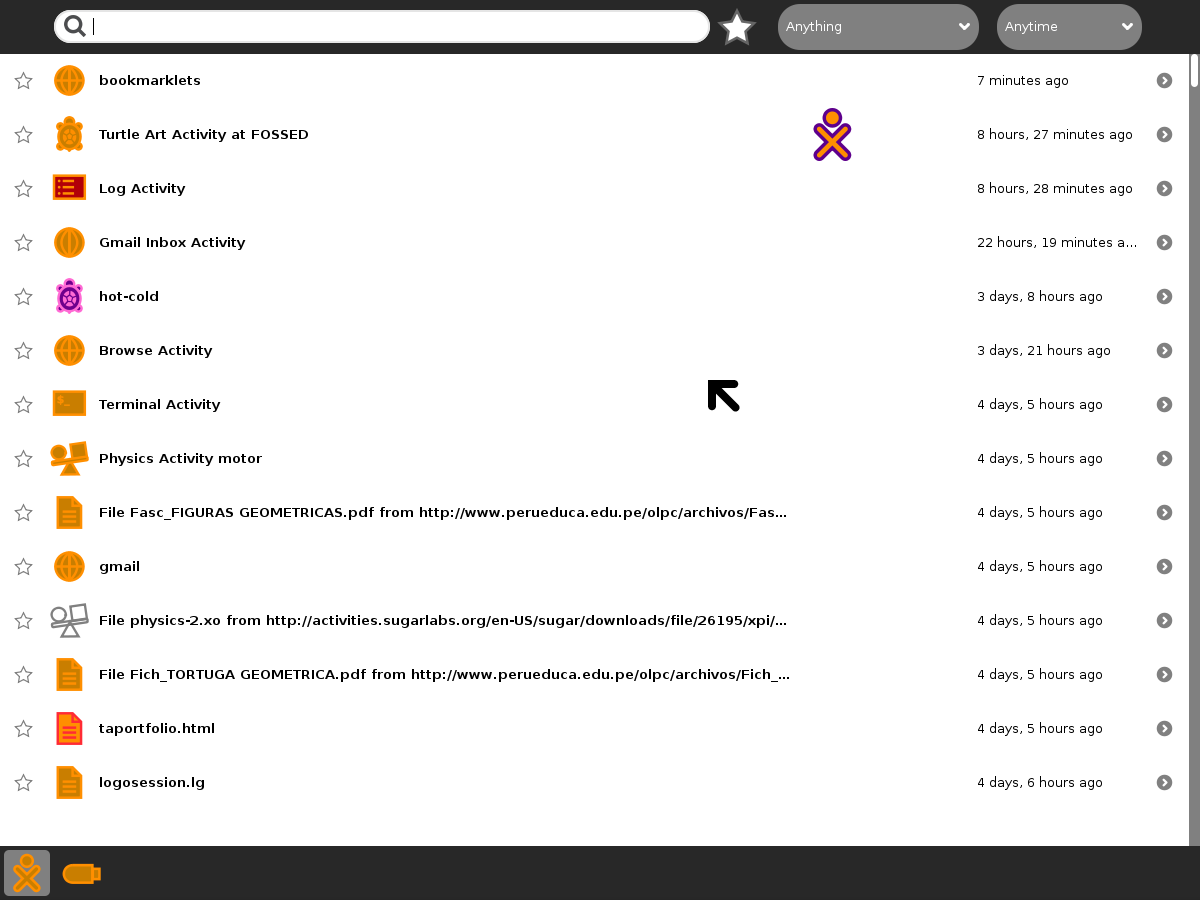
Sugar Journal